# Kronorden (Belgien)
Kronorden (franska: Ordre de la Couronne, nederländska: Kroonorde, tyska: Kronenorden), är en orden instiftad den 15 oktober 1897 av Leopold II av Belgien för tjänstemän i Kongostaten. Orden var först avsedd att erkänna hjältedåd och framstående service vid tjänstgöring i Kongostaten – av vilka många vars handlingar blev snart mycket kontroversiella. År 1908 gjordes Kronorden till en nationell belgisk dekoration, underställd Leopoldorden.
För närvarande utdelas orden  för tjänster till den belgiska staten, särskilt för förtjänstfull offentlig anställning. Kronorden utdelas också för framstående konstnärliga, litterära och vetenskapliga prestationer eller för kommersiella eller industriella tjänster i Belgien eller Afrika.
Kronorden kan också utdelas till utländska medborgare och tilldelas ofta militär och diplomatisk personal från andra länder stationerade i (eller ger stöd till) Belgien. Under andra världskriget utdelades Kronorden i stor utsträckning till allierade militärer som hade hjälpt till att befria Belgien från Nazitysklands ockupationsstyrkor.
Orden består av fem normala grader, två palmgrader och tre medaljgrader:
- storkors
- storofficerare
- kommendör
- officerare
- riddare
- guldpalm
- silverpalm
- guldmedalj
- silvermedalj
- bronsmedalj